# 사라 지로도
사라 지로도(Sara Giraudeau, 1985년 8월 1일 ~ )는 프랑스의 배우이다.

## 극
- 버자이너 모놀로그
- 십이야

## 영화
- 미녀와 야수 (2014년 영화)